# Снягово (област Бургас)
 За другото българско село вижте Снягово (Област Добрич).  
Сня̀гово е село в Югоизточна България, община Руен, област Бургас.

## География
Село Снягово се намира на около 5 km северно от общинския център село Руен. Общински път свързва Снягово с Руен и с минаващия през него третокласен републикански път III-2085, който на запад води към връзка с третокласния републикански път III-208 (Айтос – Провадия), а на изток – през селата Преображенци и Горица – към връзка северно от село Гюльовца с третокласния републикански път III-906. Село Снягово е разположено в разклонения на Еминска планина в западната ѝ част, на около километър север-североизточно от най-високата точка на масива Мандрабаир. Южно от селото има началото си течащата от юг и югоизток покрай него река Казандере (Каменяшка) – десен приток на река Луда Камчия. Надморската височина по общинския път при влизането в село Снягово (при входната пътна табела) откъм югозапад е около 510 m, в центъра при джамията е около 452 m, а в северния край на селото – около 460 m.
Населението на село Снягово нараства от 536 души към 1934 г. до 1061 към 1985 г. и без значителни промени в числеността през следващите години наброява 1036 души (по текущата демографска статистика за населението) към 2018 г.
При преброяването на населението към 1 февруари 2011 г., от обща численост 1106 лица, за 17 лица е посочена принадлежност към „българска“ етническа група, за 966 – към „турска“ и за останалите не е даден отговор.

## История
След края на Руско-турската война 1877 – 1878 г., по Берлинския договор селото остава на територията на Източна Румелия. От 1885 г. – след Съединението, то се намира в България с името Ересиллер. Преименувано е на Снягово през 1934 г.

## Население

### Етнически състав
Преброяване на населението през 2011 г.
Численост и дял на етническите групи според преброяването на населението през 2011 г.:
|                     | Численост |
| Общо                | 1106      |
| Българи             | 17        |
| Турци               | 966       |
| Цигани              | -         |
| Други               | -         |
| Не се самоопределят | -         |
| Неотговорили        | 122       |

## Религии
В село Снягово се изповядва ислям (традиционен ислям).

## Обществени институции
Село Снягово към 2020 г. е център на кметство Снягово.
В село Снягово към 2020 г. има:
- действащо читалище „Димитър Полянов 1957 г.“;[9][10]
- действащо общинско основно училище „Димчо Дебелянов“;[11]
- действаща целодневна детска градина;[12]
- постоянно действаща джамия;[13]
- пощенска станция.[14]

## Културни и природни забележителности
м. Калето